# Hombre de Cashel
El Hombre de Cashel es el cadáver momificado de un hombre, datado en 2000 a. C. durante la Edad del Bronce.

## Descubrimiento
El Hombre de Cashel es un cuerpo encontrado en 2011 en el pantano de Cúlna Móna cerca de Cashel, en el condado de Laois, Irlanda, por el empleado Jason Phelan. Corresponde a un varón de 20 a 25 años. El cuerpo acurrucado fue dañado por la moderna cortadora de turba del operario y el brazo izquierdo y la cabeza se creyeron destruidos, hasta que más tarde se pudieron recuperar en parte. Data de hacia 2.000 a. C. aprox., lo que la convierte en la momia del pantano más antigua recuperada hasta entonces en Europa.

## Características
Las piernas están excepcionalmente bien conservadas mientras el resto del cuerpo se ha aplastado y deformado. En el pantano fue depositado acurrucado, con los brazos alrededor de las piernas y las rodillas contra el pecho. Tenía un brazo roto por el golpe de un objeto cortante, indicando que trató de defenderse de la agresión; la misma hoja, probablemente una espada, le infligió varios tajos en la espalda. Posteriormente, el peso de la turba quebró la columna vertebral del cadáver. Dos estacas de madera cruzadas fueron colocadas sobre él.
Al igual que el Hombre de Old Croghan y el Hombre de Clonycavan, fue encontrado cerca de una colina, antiguos puntos de reunión y ceremonias, que pudo ser el escenario de su coronación, derrocamiento y sacrificio. Algunos especialistas creen que los tres fueron reyes caídos en desgracia. En la Irlanda precristiana, el rey se casaba simbólicamente con la Madre Tierra. Una serie de malas cosechas, plagas o epidemias se consideraba indicio de que el rey había disgustado a la deidad, por lo que para recuperar el favor de la diosa debía ser sacrificado y sustituido. Ritual común en la Irlanda de la Edad del Hierro y la época prerromana, el Hombre de Cashel confirmaría que procedía de tiempos aún más antiguos de lo que se creía.